# Mahruzlu
Mahruzlu ist ein Dorf im Rayon Qubadlı im Südwesten von Aserbaidschan.

## Geographie und Geschichte
Mahruzlu liegt am Ufer Flusses Hakari, dem linken Nebenfluss von Arax, ca. 15 Kilometer südöstlich der Provinzhauptstadt Qubadlı.
Über die mittelalterliche Geschichte der Ortschaft ist wenig bekannt. Benannt wurde sie nach dem gleichnamigen Stamm, der hier ansässig wurde.
Nach der Eroberung der Südkaukasusregion durch das Russische Kaiserreich Anfang des 19. Jahrhunderts wurde Mahruzlu Teil des Ujesd Cəbrayıl, der wiederum zum Gouvernement Elisawetpol gehörte. Gemäß den statistischen Angaben der russischen Regierung aus dem Jahr 1886 lebten im Dorf 260 Personen, alle Aserbaidschaner.
Im Zuge des Ersten Bergkarabachkrieges (1992–1994) wurde die Provinz Qubadlı und damit auch Mahruzlu im Spätsommer 1993 von armenischen Einheiten besetzt. Die Dorfbewohner mussten fliehen und wurden zu Binnenvertriebenen. Zwischen 1993 und 2020 befand sich die Ortschaft unter armenischer Besatzung und verfiel während dieser Zeit.
Am letzten Tag des Zweiten Bergkarabachkrieges, dem 9. November 2020, verkündete Aserbaidschans Präsident Ilham Əliyev die Rückeroberung von Mahruzlu nach 27 Jahren. Vom Dorf sind heutzutage nur Ruinen übriggeblieben.